# Запис Марковића храст (Коларе)
Запис Марковића храст (Коларе) се налази на парцели чији је власник Марковић Мирјана.

## Локација
| Општина             | Јагодина                                                         |
| Катастарска општина | Коларе                                                           |
| Потес               | Река                                                             |
| Координате          | 43° 54′ 28″ С; 21° 14′ 33″ И / 43.907899999999998° С; 21.2424° И |
| Надморска висина    | 156m                                                             |

## Карактеристике
Дендрометријске вредности утврђене на терену и сателитским снимцима:
| Стабло                     | Храст |
| Висина стабла              | m     |
| Обим дебла                 | m     |
| Пречник крошње             | 11m   |
| Пречник дебла              | m     |
| Висина дебла до прве гране | m     |

## База записа
Запис је у оквиру Викимедија пројекта "Запис - Свето дрво" заведен под редним бројем 0453.